# Anterhynchium grandidieri
Anterhynchium grandidieri är en stekelart som först beskrevs av Henri Saussure 1890.  Anterhynchium grandidieri ingår i släktet Anterhynchium och familjen Eumenidae. Utöver nominatformen finns också underarten A. g. limbatulum.